# 長岡市立山古志小学校
長岡市立山古志小学校（ながおかしりつ やまこししょうがっこう）は、新潟県長岡市山古志竹沢に所在する市立小学校。

## 概要
- 2000年（平成12年）に開校。山古志中学校が併設されており、小中学校合同で運動会・文化祭が開催されている。全校生徒数33名（1年4名・2年6名・3年4名・4年3名・5年6名・6年10名、2010年（平成22年）度）。

## 沿革
- 2000年（平成12年）4月1日 - 虫亀小学校・竹沢小学校・池谷小学校・種苧原小学校・東竹沢小学校の5校を統合、山古志村立山古志小学校として開校。竹沢小学校校舎を改修。
- 2004年（平成16年）
  - 10月23日 - 新潟県中越地震発生、校舎の傾斜・床の陥没、グラウンドの沈下・亀裂など甚大な被害を受ける。
  - 10月24日・10月25日 - 長岡市へ自衛隊のヘリコプターで全村民が避難。
  - 11月8日 - 長岡市立阪之上小学校で学校再開。両校の面識会や避難訓練等を実施。
  - 12月 - 避難所から仮設住宅（青葉台地区）へ移転。阪之上小学校への通学はスクールバスを使用。
- 2005年（平成17年）4月1日 - 長岡市への編入合併に伴い現校名に改称。
- 2006年（平成18年）10月30日 - 山古志地区に於いて学校再開、小・中併設校への移行に伴い改築が完了した山古志中学校内へ移転。仮設住宅残留の生徒の通学はスクールバスを使用。
- 2007年（平成19年）4月 - 全児童の山古志各地区からの通学開始。

## 通学区域
山古志小学校への通学区域は以下。
- 山古志種苧原、山古志虫亀、山古志竹沢、山古志東竹沢、山古志南平。